# Путешествия Уну-Амона
«Путешествия Уну́-Амо́на» («Путешествие Унамона», «Странствия Унуамона», «Отчёт Унуамона» или «История Унуамона») — хранящийся в Московском Музее изобразительных искусств имени А. С. Пушкина поздний иератический папирус (Papyrus Pushkin 120) начала XXI династии, посвящённый поэтизированной истории злоключений второстепенного жреца Уну-Амона, отправленного верховным жрецом Амона Херихором в финикийский Библ для покупки кедровой древесины для строительства священной барки Амона.

## Источник
Единственная известная неполная копия произведения обнаружена в 1890 году, а в 1891 году приобретена русским египтологом Владимиром Семёновичем Голенищевым, который и передал её в Московский музей. Иератический текст папируса в 1960 году был издан советским египтологом Михаилом Александровичем Коростовцевым. Чехословацкий египтолог Ярослав Черны показал, что текст «отчёта» не исправлялся и не мог дописываться в позднейшее время.
Папирус с отчётом Уну-Амона является наглядной иллюстрацией ослабления Египта и падения его международного авторитета в результате правления Рамессидов. Кроме того, историю странствований несчастного Уну-Амона иногда даже считают первым рассказом об угнетаемом всеми «маленьком человеке» или прообразом исторических романов, основанном на сочетании правдивых фактов и вымышленных подробностей и местами превращающимся в трагифарс.

## Сюжет
| E34 · N35 | Z7 | M17 | mn · N35 | A1 |

| E34 · N35 | Z7 | M17 | mn · N35 | A1 |

События, описанные в папирусе, происходят на 5-й год «восстановленного» правления Рамсеса XI, который соответствует 19-му году общего правления этого фараона (на протяжении собственно странствий Уну-Амона имя фараона не упоминается ни разу).

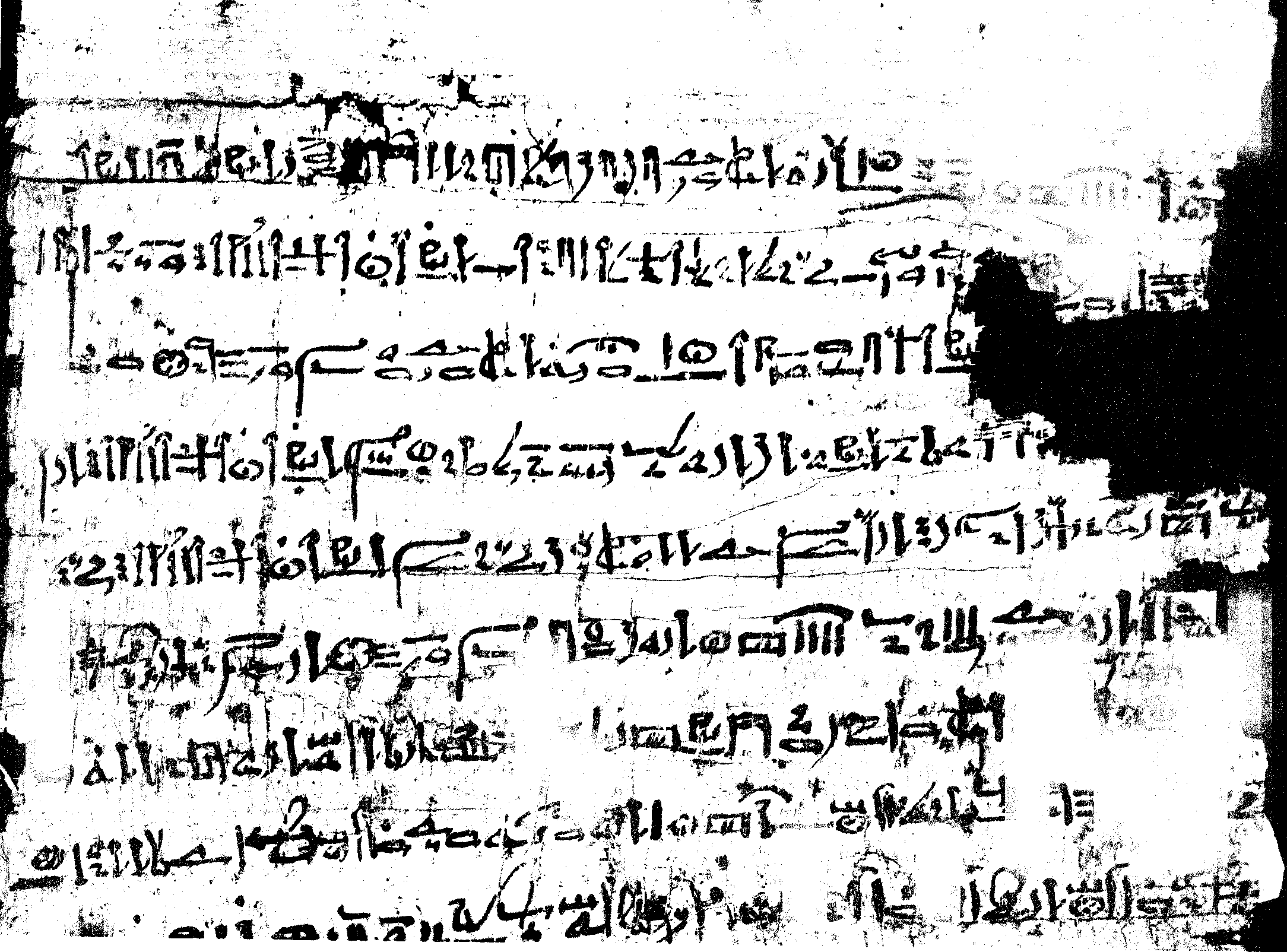
Папирус Уну-Амона (в книге: M. Коростовцев. Путешeствиe Ун-Амуна в Библ. 1960)

Жрец и чиновник Уну-Амон отправлен верховным жрецом и фактическим правителем Верхнего Египта Херихором в Финикию, где ему предстоит добыть кедрового дерева для священной барки Амона. В папирусе упоминается имя последнего Рамессида из XX династии — Рамсеса XI, — что свидетельствует о том, что хотя фараон всё ещё был жив и формально находился при власти, но не обладал никакой реальной властью. По крайней мере, на севере Египта, в Танисе, уже правил самостоятельный правитель — Несубанебдед, или Смендес в греческом произношении. Новый раскол Египта был первым препятствием на пути Уну-Амона, так как тому требовалось получить разрешение на следование по нижнему течению Нила от автономного нижнеегипетского правителя. Однако между Смендесом и Херихором существовали разграничение сфер влияния и определённая взаимовыручка, поэтому путешествие по Нижнему Египту не составило для Уну-Амона особенного труда.

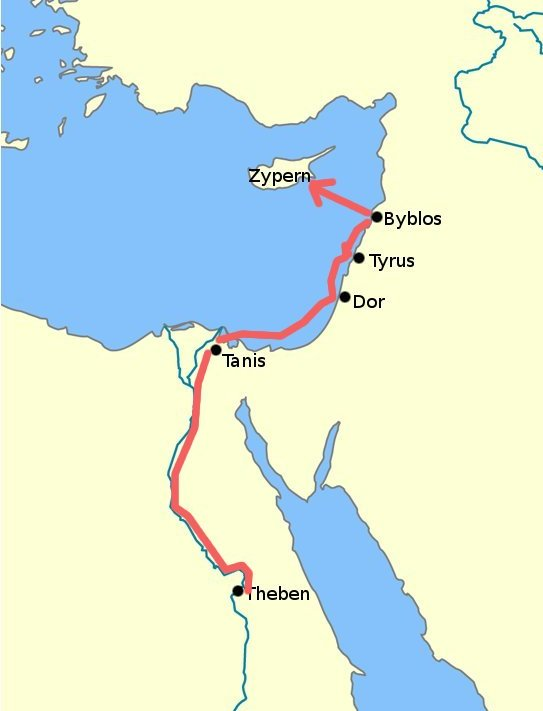
Маршрут Уну-Амона

Однако настоящие неприятности для Уну-Амона только начинались, и когда корабль, на котором плыл жрец, прибыл в небольшой порт Дор в Палестине, один из членов экипажа тайно украл выделенные египтянину деньги. В поисках справедливости обокраденный Уну-Амон обратился к правителю города, рассчитывая, что тот проведёт расследование и возместит убытки. Князь отказал египтянину, мотивируя это тем, что не отвечает за действия вора, так как члены команды корабля не являлись его подданными. Единственное, на что пошли городские власти, — проведение обыска на корабле, не принёсшего никаких результатов. Раздосадованный Уну-Амон пошёл на крайнюю меру — как сообщает текст папируса, он «освободил» несколько жителей Дора от 30 фунтов серебра, конфискованных якобы для компенсации тех денег, от которых «освободил» египтянина неизвестный вор.
Покинув Дор и оказавшись в Библе, Уну-Амон встретил на редкость нерадушный приём со стороны царя города Закарбаала (по другой транскрипции, Чекер-Баала). На протяжении 29 дней ему так и не удалось наладить контакты с представителями финикийцев, чтобы договориться о покупке ливанского кедра. Как утверждает сам египетский посланник, ежедневно к нему в библский порт присылали царского представителя с требованиями убраться из царской гавани. Поняв намерения правителя Библа, Уну-Амон принял решение возвращаться в Египет, так и не выполнив своё задание. Однако финикийский царь внезапно изменил свои намерения и принял посланника. Сам Уну-Амон объясняет такую резкую перемену чудесным случаем, случившимся с царским приближённым во время храмовой церемонии — тот якобы был «охвачен богом» и упал в приступе, выкрикивая желание самого Амона принять гостя из Египта. Поскольку при Уну-Амоне была обнаружена золотая походная статуя верховного бога Фив, события в храме были расценены как чудо и благоволение египетского бога.

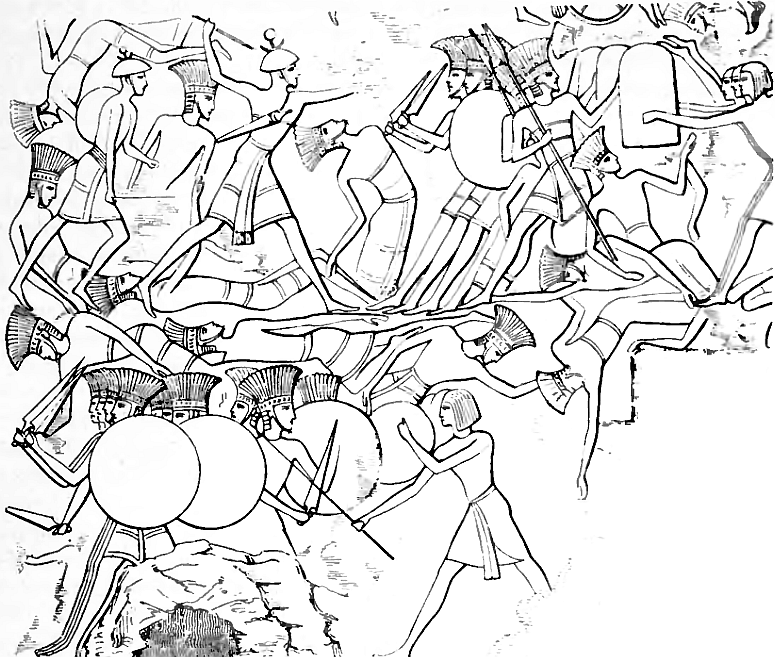
Уну-Амону встретились на пути тевкры. Здесь изображено отражение египтянами нашествия «народов моря». Прорисовка барельефа заупокойного храма Рамзеса III в Мединет-Абу.

Во время встречи Уну-Амона с царём Библа последний вновь отказался предоставить послу Херихора кедр. С изрядной долей иронии и сарказма он выложил египтянину свои аргументы — время величия Египта Нового царства было уже в прошлом, и финикийское побережье политически уже не зависело от светской или религиозной власти в Фивах, бывших не в состоянии контролировать собственно египетские земли, не говоря о территориальных приобретениях фараонов Нового царства. Признавая былое величие Египта, он одновременно объяснил, что не обязан исполнять не подкреплённые реальным раскладом сил требования религиозного руководства Фив, не предлагавшего в обмен на ценнейшую древесину ни денег, ни верительных грамот и даже не снабдившего своего представителя нанятым судном. Затем царь распорядился принести расчётные книги предыдущих времён, которые подтверждали, что даже величайшие фараоны-завоеватели всегда платили за кедр эквивалентную цену.
Тем не менее, незаурядные ораторские способности и впечатляющая речь Уну-Амона завоевали расположение правителя Библа, и он выделил необходимый египтянам строительный лес, взамен добившись отправки в Танис корабля за товарами, полагавшимися финикийцам за полученную древесину. Но даже согласившись на погрузку кедра египтянину, царь Библа преднамеренно держал того в порту, не отпуская его назад на родину. Только когда в окрестностях Библа появились суда возмущённых авантюрой Уну-Амона жителей Дора, требовавших вернуть отнятые у них деньги, посол получил продовольствие на путешествие и смог под защитой финикийцев покинуть город и отправиться в Египет. Однако несчастья продолжали преследовать Уну-Амона: едва оторвавшись от погони кораблей Дора и высадившись на острове Кипр (Алашия), он стал объектом нападения населения острова, по непонятной причине собравшегося убить египетского гостя. Папирус обрывается на моменте повествования, в котором Уну-Амон воззывает с мольбами о защите к царице Кипра Хатиби.

## Анализ
Папирус свидетельствует о том, что, несмотря на политический и экономический упадок Египта, культурное влияние египетской цивилизации на Восточное Средиземноморье оставалось довольно значительным — бог Амон всё ещё почитался в городах Финикии, несмотря на потерю зависимости от фиванского центра; определённые следы египетского культурного воздействия сохранялись в быте народов региона. Даже правитель Библа признаёт важность египетских знаний и умений для развития его города и народа.